# St.-Veits-Kirche (Stetten im Remstal)

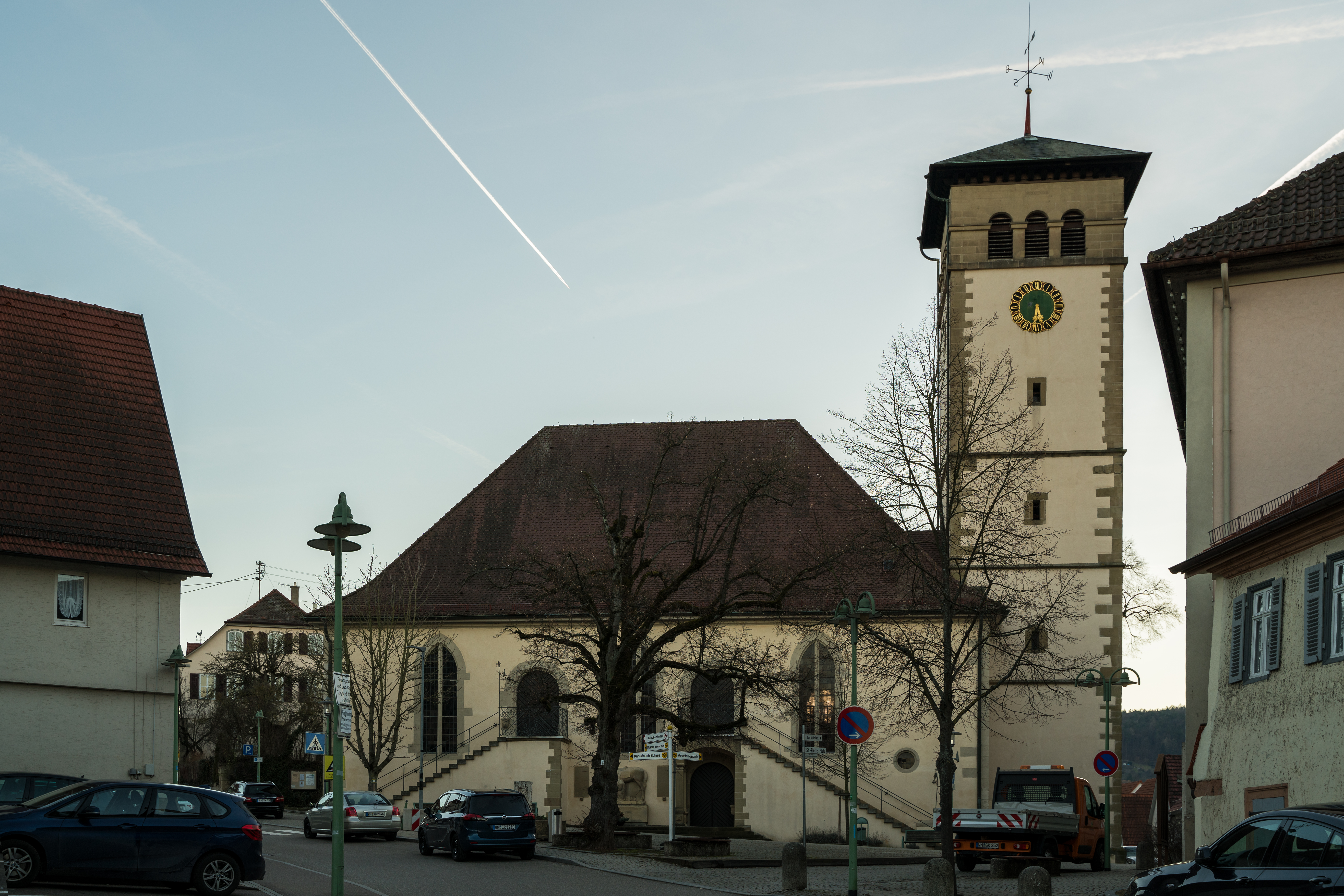
Nordwestseite der St.-Veits-Kirche

Die heute evangelische St. Veits-Kirche (auch St. Maria und St. Veit Kirche genannt) befindet sich im Ortskern von Stetten im Remstal, einem Teilort von Kernen im Remstal im Rems-Murr-Kreis in Baden-Württemberg. Im direkten Umfeld der Kirche befindet sich das evangelische Gemeindehaus, das alte Rathaus von Stetten und der St.-Pierre-Platz.

## Geschichte

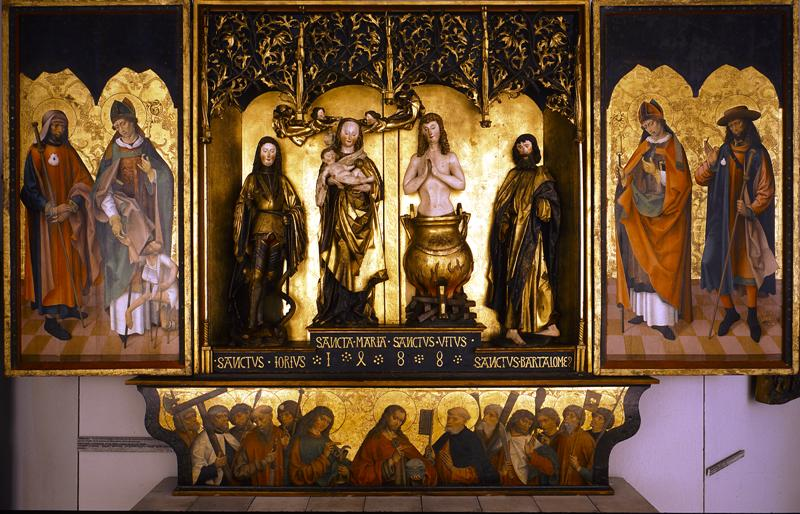
Stettener Altar

Im Jahre 1349 wurde die Kirche erstmals urkundlich erwähnt. Gestiftet wurde die ursprünglich romanische Marienkapelle von den Truchsessen Wilhelm und Graf von Stetten. Im Jahre 1473 wurde ein 33 Meter hoher Glockenturm angebaut.
Laut einer Urkunde von 1413 war Stetten ein kirchliches Filial von Beutelsbach (bis 1482). Nach der Loslösung von Beutelsbach konnten die Toten auf einem, die Kirche umschließenden Friedhof begraben werden. Aufgrund des Bevölkerungswachstum aber auch durch Epidemien wurde 1577 ein zusätzlicher Begräbnisplatz (der alte Friedhof) eingerichtet.
1488 stiftete Hans von Stetten der Kirche einen gotischen Flügelaltar, der im württembergischen Landesmuseum ausgestellt wird. Im selben Jahr weihten die Herren von Stetten die Kirche ihrem Familienpatron St. Veit. Im Jahre 1698 wurde unter der Herzoginwitwe Magdalena Sybille, Herzogin von Württemberg und von 1677 bis 1693 Regentin für ihren minderjährigen Sohn Eberhard Ludwig, die Kirche mit Ausnahme des Glockenturms abgerissen und in doppelter Größe als Querkirche und ohne Chorraum neu erbaut, und zwar von Baumeister Matthias Weiß, der schon 19 Jahre zuvor in herzöglichem Auftrag im Schloss Stetten in die Dürnitz eine quergerichtete Schlosskapelle eingebaut hatte.

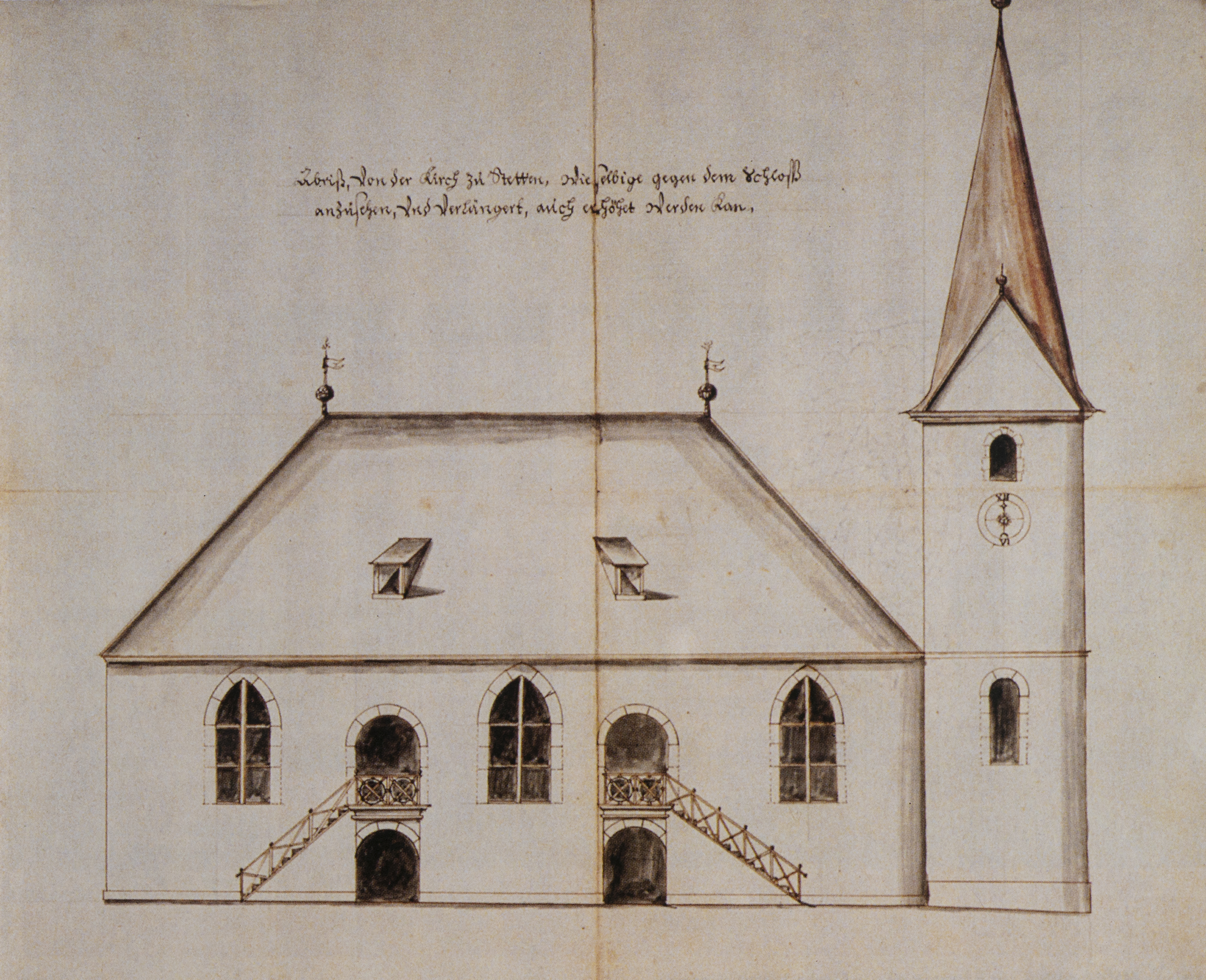
Umbauplan (1695), Ansicht Nord
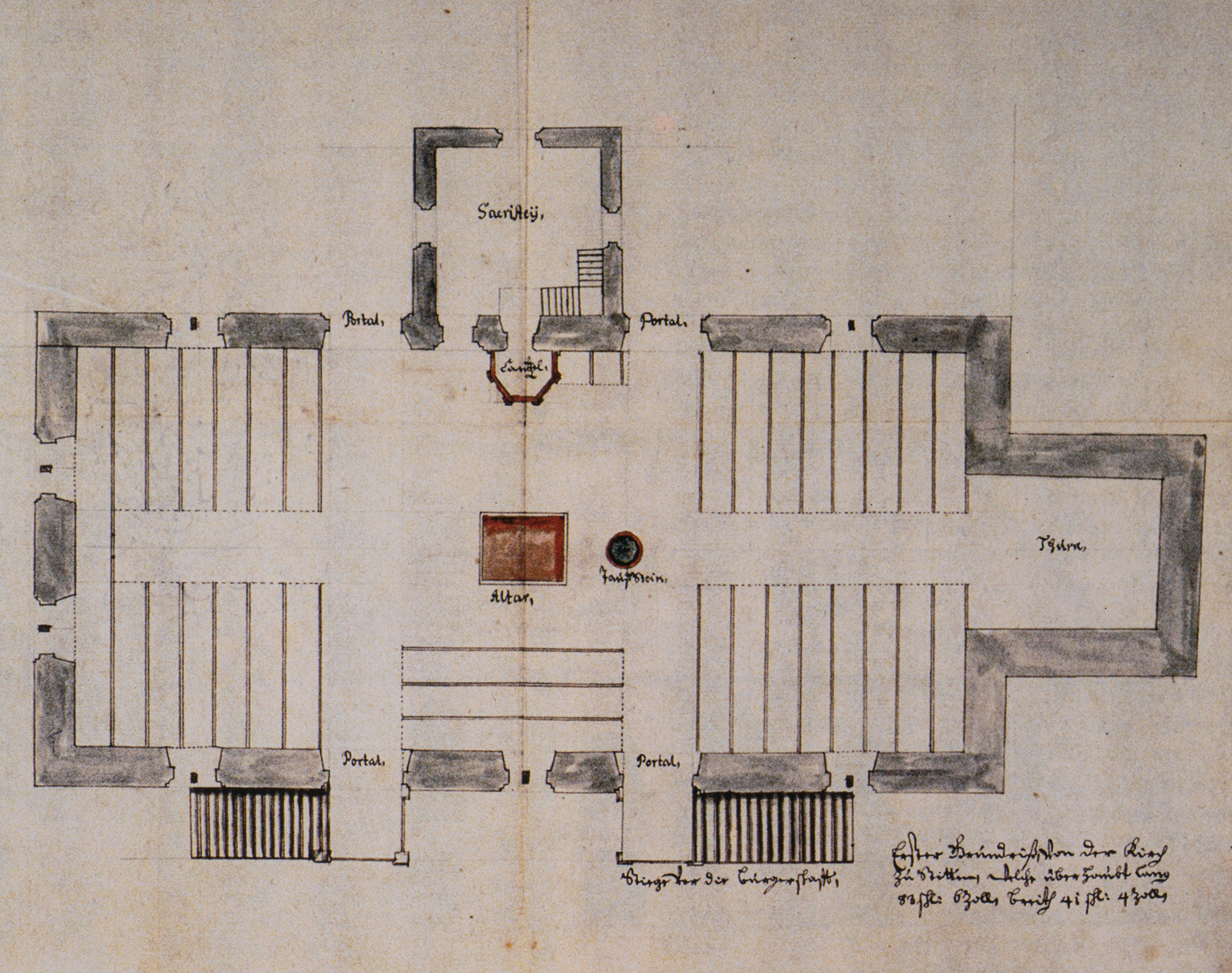
Umbauplan (1695), Grundriss

Unter der Kirche befindet sich seit 1718 eine gewölbte Gruft. Sie wurde 1817 geöffnet und man fand darin 15, zum Teil zerfallene Särge. Die meisten Verstorbenen gehörten der grävenitzischen Familie an, aber auch einer (gestorben am 26. Mai 1733) der Familie des Reichsgrafen Friedrich Alexander zu Sayn-Wittgenstein-Sayn.
1825 wurde das nebenstehende Pfarrhaus gebaut.
Der baufällige Turm wurde 1828 ersetzt. Erhalten blieben die ersten drei Geschosse, sowie das Kreuzrippengewölbe im Glockenhäusle.
Seit 1928 ist die Kirche als Baudenkmal verzeichnet. Im November 1949 wurde die Gefallenengedenkstätte im Glockenhäusle eingeweiht.
Im Jahre 1970/1971 und 1998 erfolgte eine umfassende Renovierung.

## Baubeschreibung

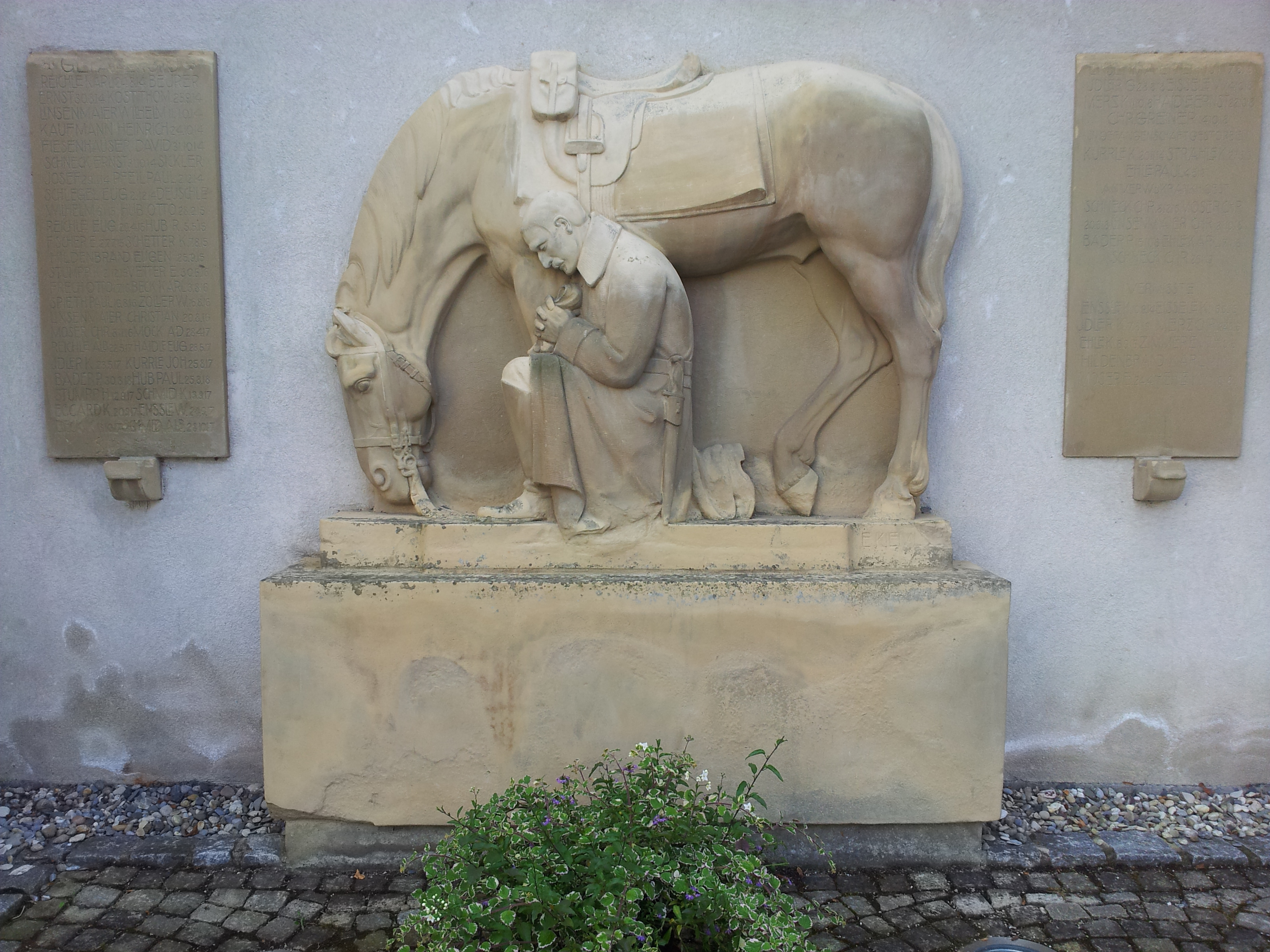
Weltkriegsdenkmal vor der Kirche von Emil Kiemlen

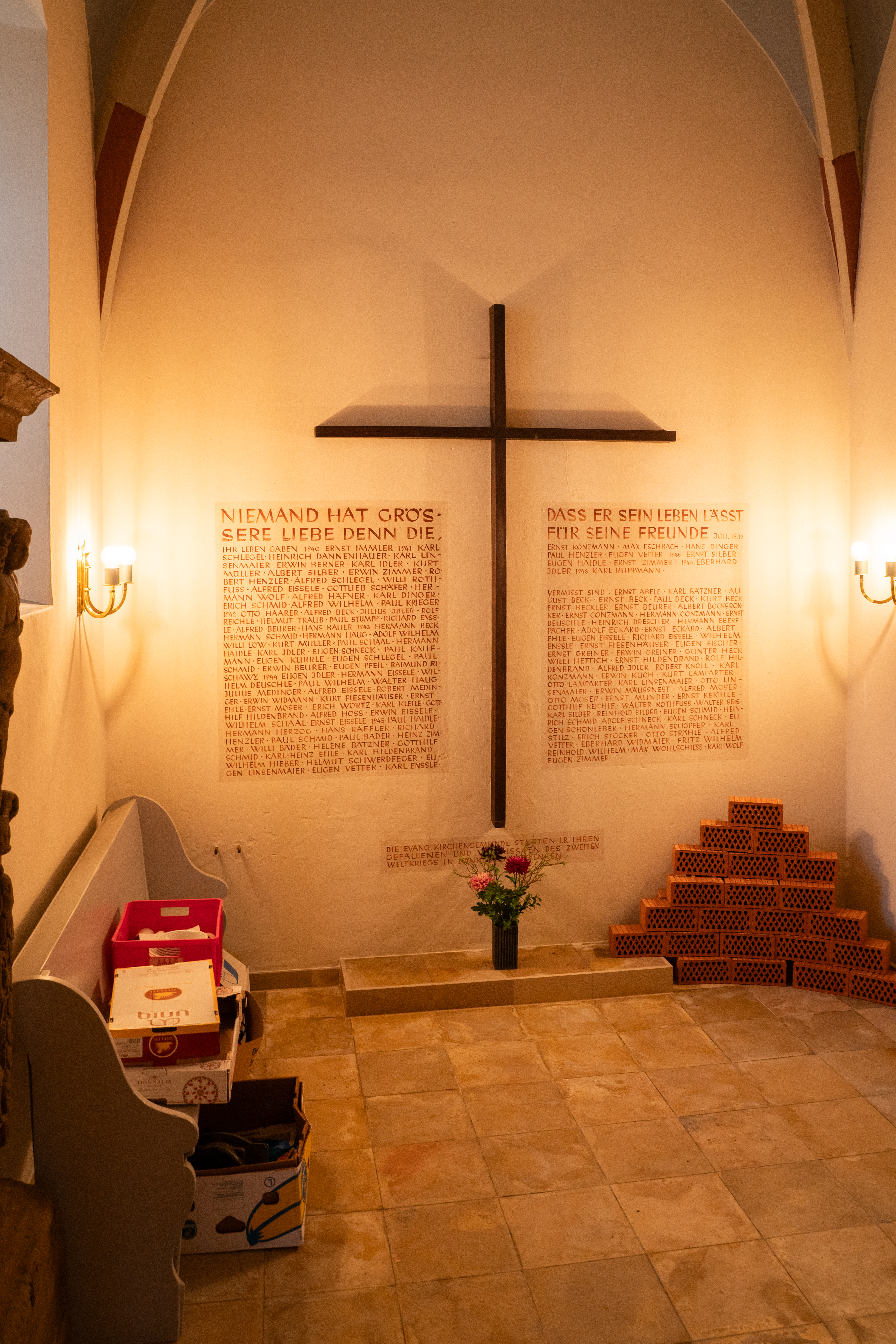
Denkmal für die Gefallenen des Zweiten Weltkrieges

Die Lage der Kirche ist verkippt zur üblichen Ostung von Kirchen.
Der ältere Teil des Turmes wurde aus Bruchsteinmauerwerk mit gehauener Eckquaderung gebaut. Mit Hohlkehlen ausgebildet sind die unteren drei Gesimse des Turmes. An der Nordseite des Turms befinden sich drei Wappen und eine Kopie des Steinmetzmeisterschilds (mit der Jahreszahl 1471). Bei den unteren zwei schmalen Öffnungen soll es sich um Schießscharten handeln. Erst 1673 wurde der heutige Zugang zum Turm errichtet. Von 1828 ist der Turmaufsatz oberhalb des dritten Gesimses.
An der Nordseite befinden sich die beiden Außenaufgänge zu den Emporen. An der Außenmauer zwischen den Aufgängen ist ein Denkmal zu Ehren der Gefallenen des Ersten Weltkrieges angebracht. Dieses von Emil Kiemlen aus Sandstein an der Nordfassade der Kirche errichtete Denkmal, wurde am 21. April 1921 eingeweiht. Die Sockelinschrift, welche heute nicht mehr existiert lautete: „IHREN GEFALLENEN SÖHNEN DIE DANKBARE GEMEINDE STETTEN i.R., 1914 bis 1918“.
Das Kirchenschiff besitzt ein großes Walmdach. Bei dem Schiff handelt es sich um einen chorlosen Quersaal, da Kanzel, Altar und Taufstein nicht wie gewohnt im Osten aufgestellt, sondern im Süden aufgestellt sind. Eine Treppe auf die Kanzel befindet sich in der, im Süden angebaute Sakristei. Im Osten der Kirche befindet sich der Hauptzugang, über dem sich eine Schrifttafel mit Hinweis auf Magdalena Sybille befindet. Im Obergeschoss befindet sich neben der Orgel der Zugang zum Turm.

## Ausstattung

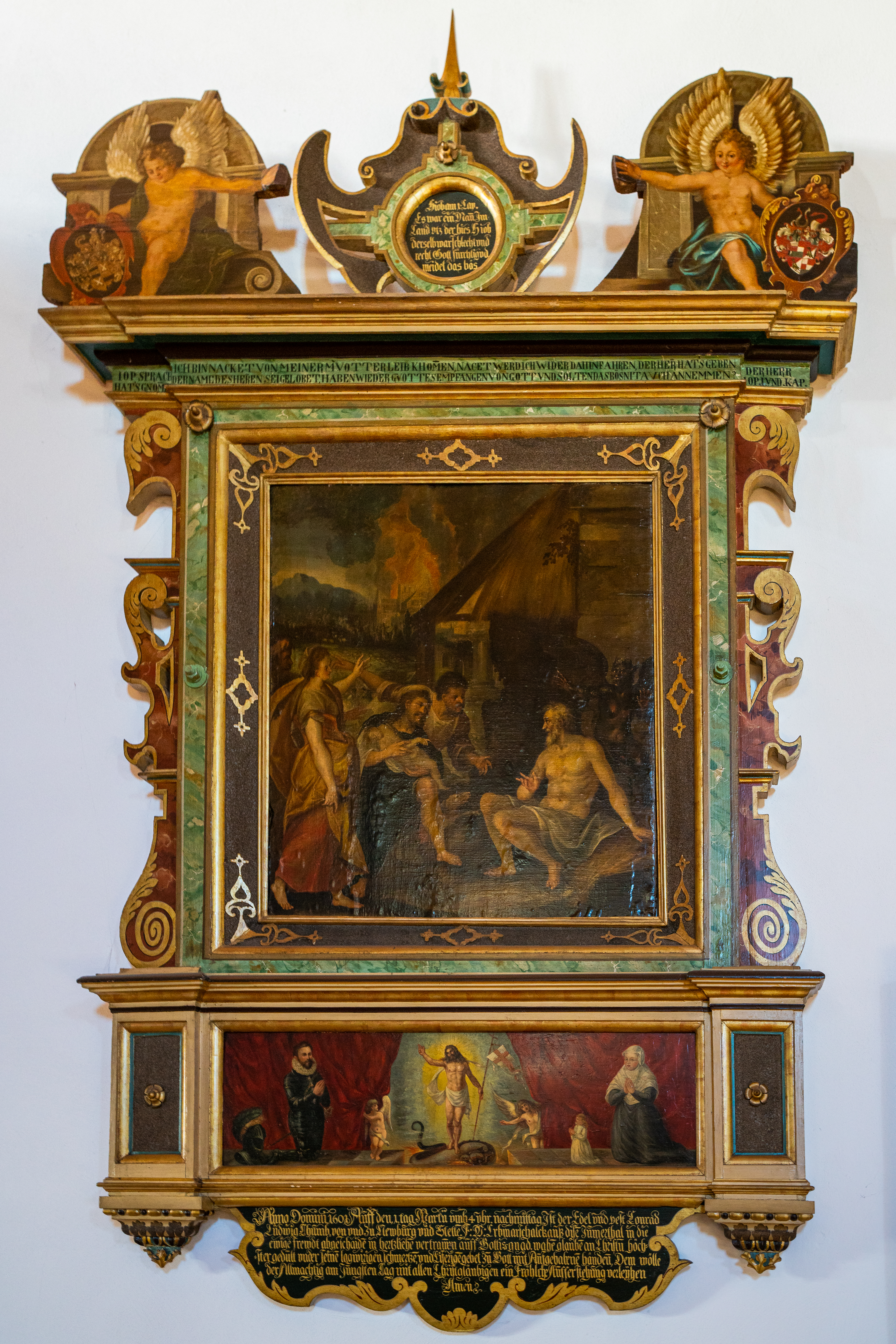
Epitaph zu Erbmarschall Konrad Ludwig Thumb von Neuburg

Die Kirche besitzt ca. 700 Sitzplätze.
An der Südwand hängt ein Epitaph, das Erbmarschall Konrad Ludwig Thumb von Neuburg gewidmet wurde. Er verstarb am 1. März 1601 im Alter von 23 Jahren.

### Kanzel
Die Kanzel ist aus Holz und Stuck gefertigt, hat einen fünfseitigen Grundriss. Dieser Kanzeltyp hat sich aus der Refektoriumskanzel entwickelt. Geschmückt ist die Kanzel an den Ecken des Korpus mit weiblichen Hermenpilastern und am Sockel mit Engelsköpfen. Laubwerkmotive dienen als Schmuck. Der Schalldeckel ist mit Löwenmasken und Blattwerk verziert.

### Orgel

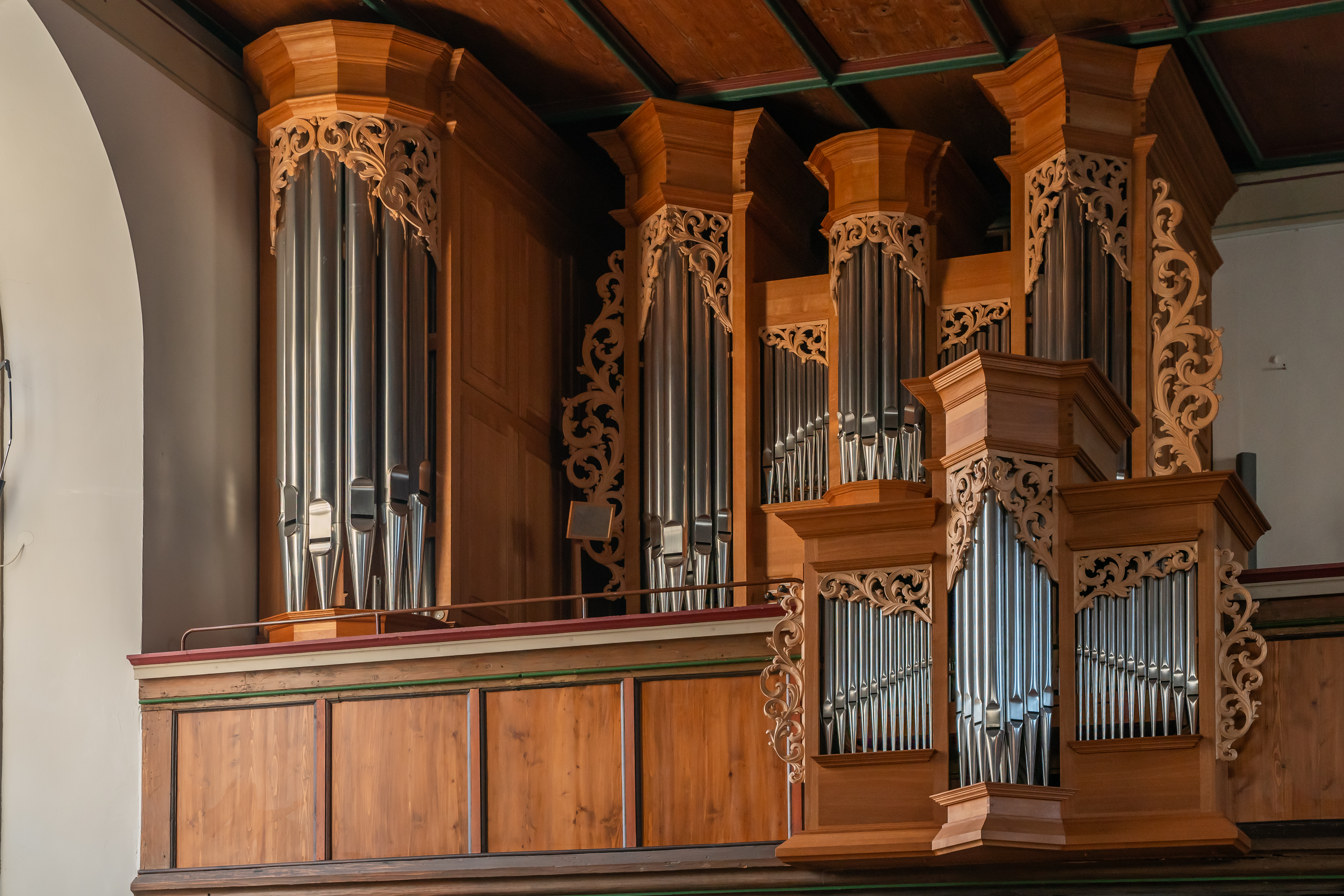
Orgel der Kirche

Die erste von insgesamt fünf Orgeln wurde 1699 gekauft.
Die aktuelle Orgel wurde 1996 von Orgelbaumeister Michael Kreisz aus Oppelsbohm (mittlerweile nach Japan ausgewandert) mit 21 Registern und insgesamt 1386 Pfeifen gebaut.

### Altar
Der Altar steht leicht nach Westen versetzt vor der Kanzel, auf einem Sockel erhöht. Er wird auch als wird als Blockaltar bezeichnet.
Es ist zu vermuten, dass das Altarkruzifix 1698 für die vergrößerte Kirche entstand. Es wird einem Meister Johann Leßle aus Schwäbisch Gmünd zugeschrieben.
Die lpßer zu Stuetgart, Johann Jacob und sein Bruder Johann Georg Knöpfte (Knöpfflein), haben die Kanzel und den Altar in Stetten gefertigt.

### Glocken

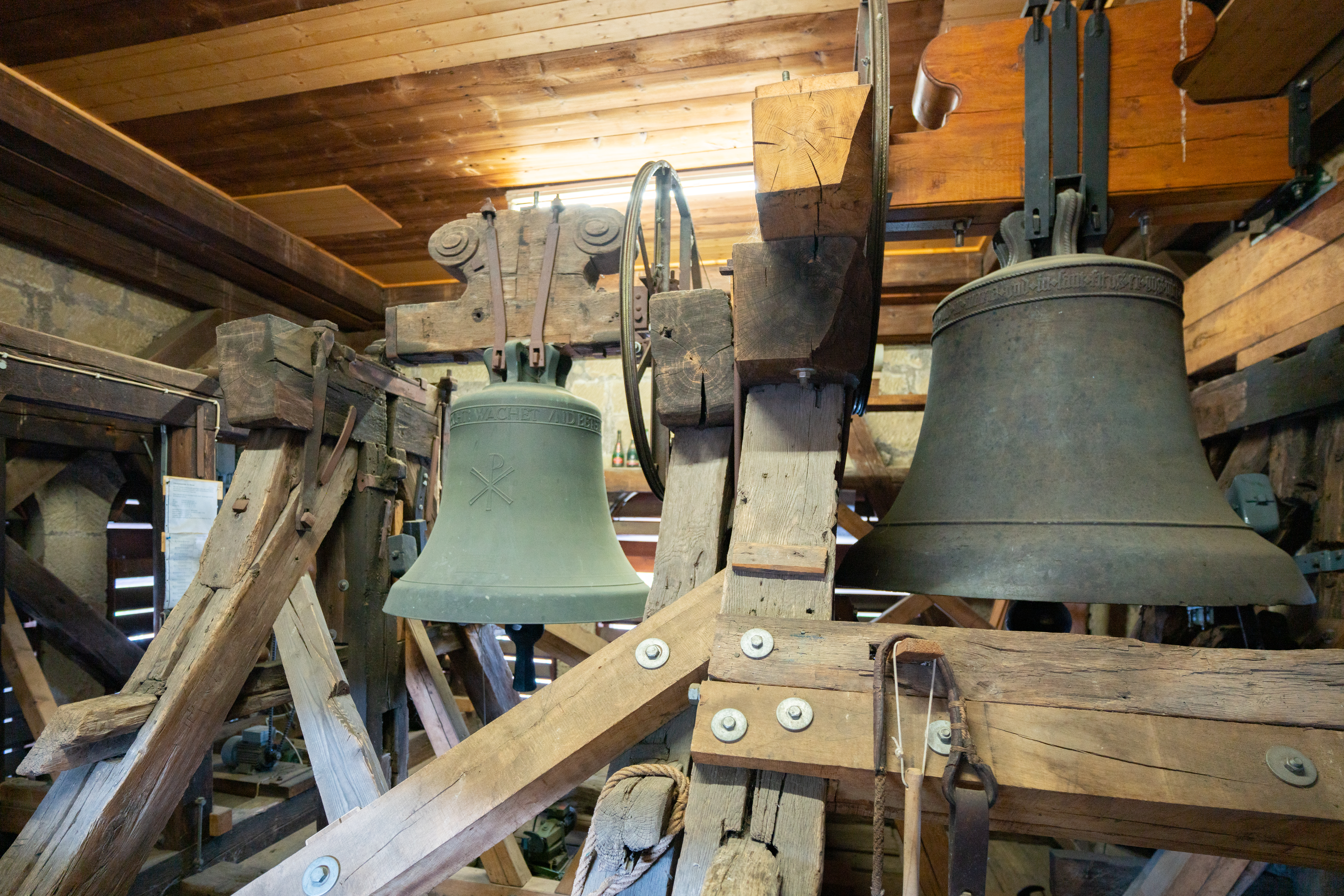
Glocken im Kirchturm (rechts: Sonntagsglocke von 1494)

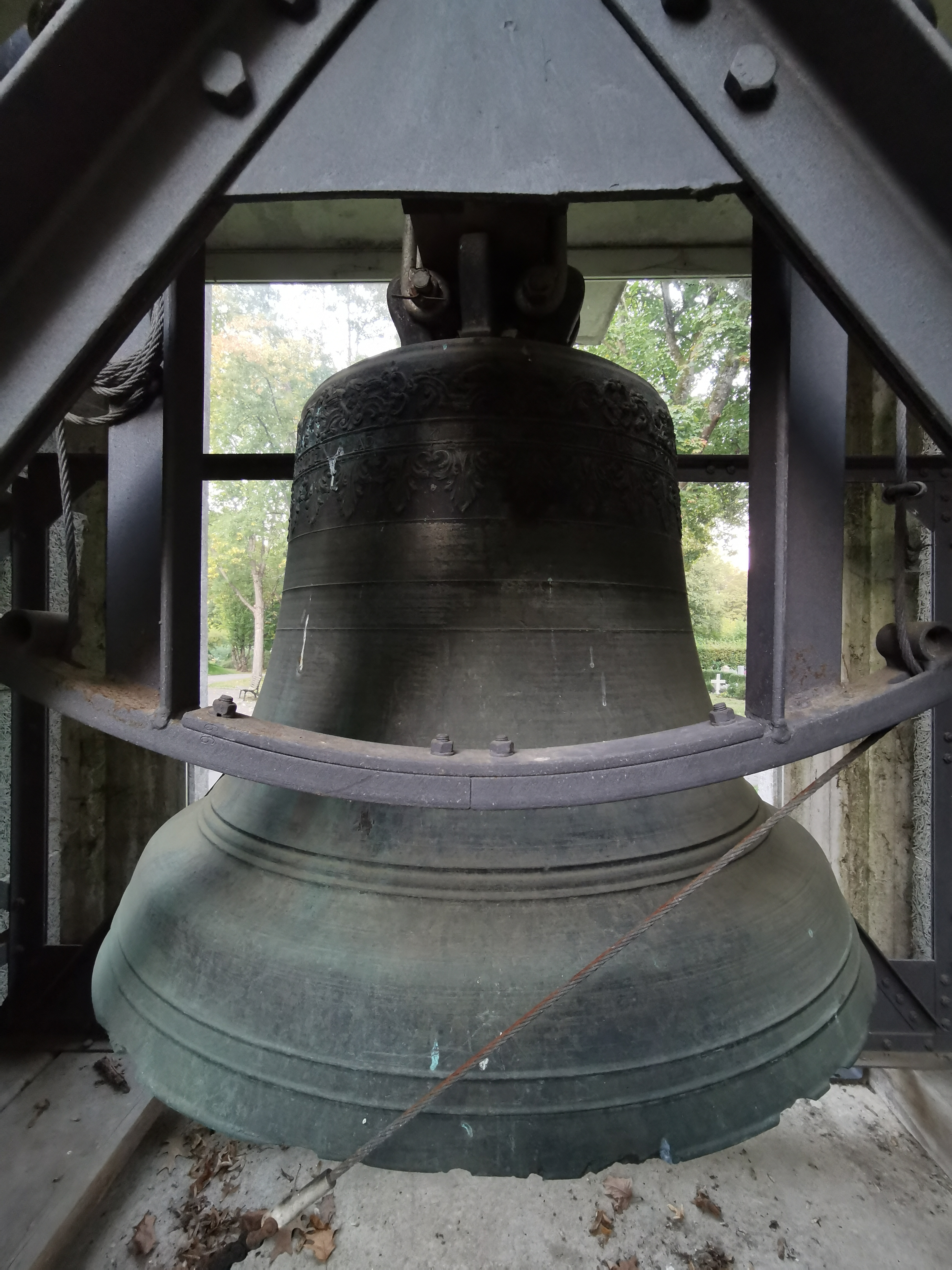
Lindner-Glocke, 1942 abgegeben, heute am neuen Friedhof

In dem Turm hängen insgesamt vier Glocken.
| Nr. | Name der Glocke                                                               | Inschrift | Schlagton | Gusszeitpunkt | Gießer, Gussort                  | Gewicht ca. | Durchmesser | Höhe   |
| --- | ----------------------------------------------------------------------------- | --- | --------- | ------------- | -------------------------------- | ----------- | ----------- | ------ |
| 1   | Sonntagsglocke (auch Elfeglocke)                                              | Zur Ehre unseres Herrn Jesu Christi und zur Ehre Marias und des Sankt Veit goss mich Pantlion Sidler von Esslingen 1494 | fis1      | 1494          | Pantlion Sidler aus Esslingen    | 1050 kg     | 1180 mm     | 940 mm |
| 2   | Betglocke (oder Zwölfeglocke, Feuerglocke)                                    | JESUS SPRICHT: WACHET UND BETET!                                                                                        | a1        | 13. Juli 1951 | Glockengießerei Kurtz, Stuttgart | 467 kg      | 920 mm      |        |
| 3   | Kreuzglocke (auch Totenglocke, Schiedglocke (Abschied), früher Ander-Glöckle) | Selig sind die Toten, die in dem Herrn sterben                                                                          | h1        | 1948          | Glockengießerei Kurtz, Stuttgart | 335 kg      | 820 mm      |        |
| 4   | Taufglocke (auch Vesperglöckle oder Zeichenglöckle)                           | Wer da glaubt und getauft wird, der wird selig werden.                                                                  | d2        | 1948          | Glockengießerei Kurtz, Stuttgart | 195 kg      | 680 mm      |        |

Üblicherweise ist nach alten württembergischen Läuteordnungen die größte Glocke zugleich die Betglocke. In Stetten hat diesen Namen allerdings die zweitgrößte Glocke bekommen, um die größte zu schonen.
Aufgrund der Jahreszahl 1471 am Gesims des Kirchturmes wird vermutet, dass es bereits zu diesem Zeitpunkt Glocken gegeben hat. Seit 1961 wird über Läutemaschinen geläutet.
Ehemalige Glocken der Kirche:
| Name der Glocke                        | Gusszeitpunkt | Gießer, Gussort                  | Ursprung                             | Verbleib                                                                                         |
| -------------------------------------- | ------------- | -------------------------------- | ------------------------------------ | ------------------------------------------------------------------------------------------------ |
| Evangelistenglocke                     | 1495          | Pantlion Sidler aus Esslingen    |                                      | Glockenturm im Schloß Stetten                                                                    |
| Ander-Glöckle (auch Magdalenenglöckle) | 1706          | Heinrich Ludwig aus Esslingen    |                                      | umgegossen                                                                                       |
| Lindnerglocke                          | 1744          | Andreas Lindner aus Esslingen    |                                      | Abgabe im 2. Weltkrieg; zwischenzeitlich wieder auf dem Kirchturm; heute: neuer Friedhof Stetten |
| Ander-Glöckle                          | 1883          | Glockengießerei Kurtz, Stuttgart | Umgegossen aus dem Magdalenenglöckle | Abgabe im 1. Weltkrieg                                                                           |
| kleine Glöckle                         | 1884          | Glockengießerei Kurtz, Stuttgart | Umgegossen                           | Abgabe im 1. Weltkrieg                                                                           |
| Amerikanerglöckle                      | 1923          | Glockengießerei Kurtz, Stuttgart |                                      | Abgabe im 2. Weltkrieg                                                                           |

### Turmuhr

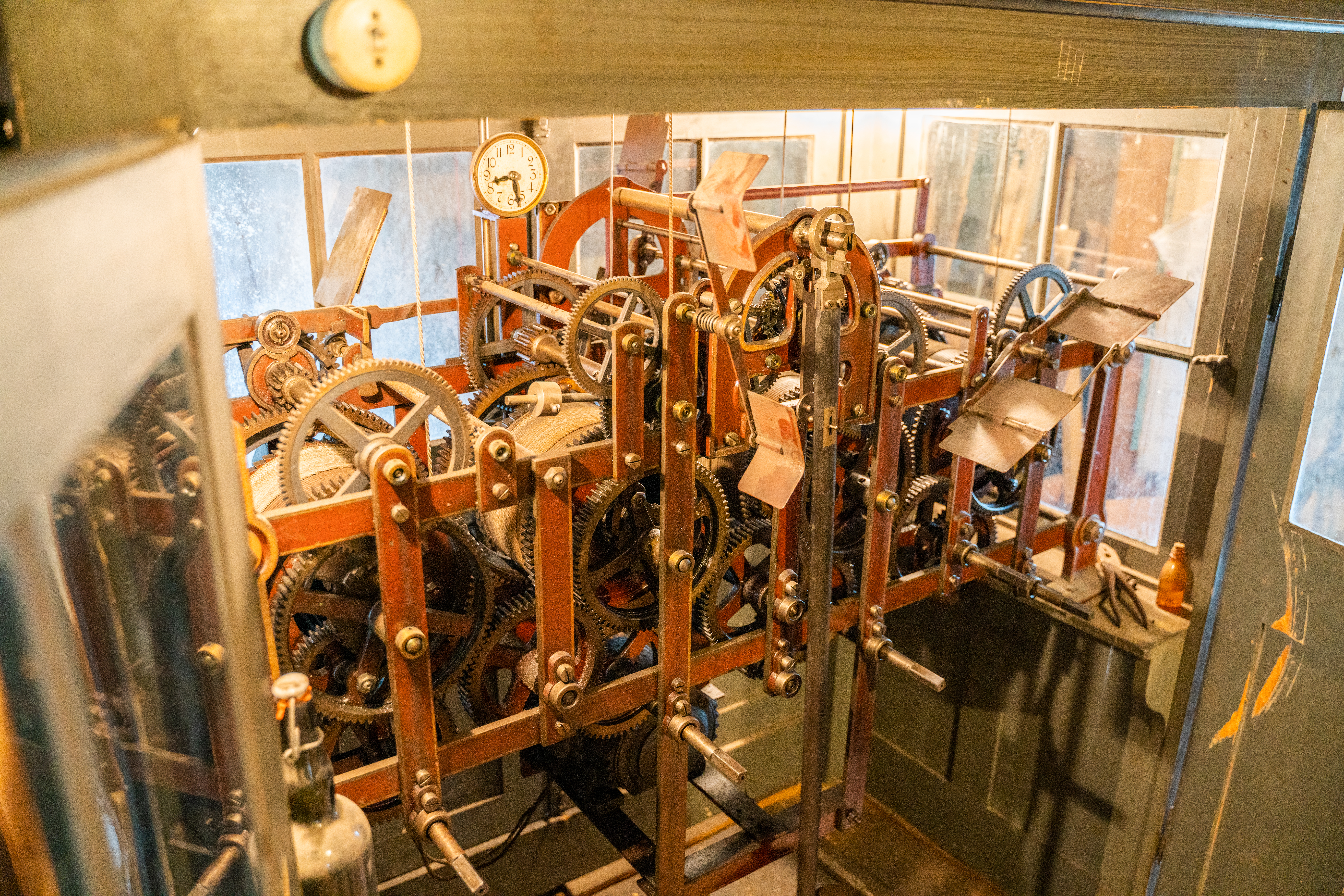
Altes Uhrwerk von 1924 im Kirchturmmuseum

Unter anderem wird Johann Conrath Zinkh als Uhrmacher von Esslingen in der ersten Urkunde von 1694, die im Glockenlager der großen Glocke gefunden wurde genannt.
Die erste derzeit bekannte Erwähnung einer Kirchturmuhr in Stetten findet sich in einem Dokument aus dem Jahre 1698. Es ging um Erneuerung der Kirchturmuhr.
Im Jahre 1924 bekommt die Kirche eine neue Turmuhr. Ein zusätzliches Zifferblatt wird 1960 an der Westseite des Kirchturms angebracht.
Eine elektronische Uhr wird 1988 mit der Möglichkeit einer Programmierung für die Läutezeiten eingebaut.

### Grabplatten
An der Ostwand des Glockenhäusle stehen zwei Steinplatten für Verstorbene aus dem Hause Thumb zu Neuburg (Konrad Ludwig Thumb von Neuburg und Maria Thumb von Neuburg).
Des Weiteren befinden sich vier Grabmäler für Pfarrer oder Pfarrfrauen an der Südwand der Kirche.

### Fenster
Für die Neugestaltung des Glockenhäusle fertigte die Glasmalereifirma Adolf Saile aus Stuttgart 1951 ein Glasbild. Dieses basiert auf Entwürfen von Rudolf Yelin der Jüngere aus dem Jahr 1949.

## Museum
Im Kirchturm wurde 2002 ein Museum mit Exponaten im Zusammenhang mit Kirchturm, Turmuhr und Kirche eingerichtet.

## Bilder

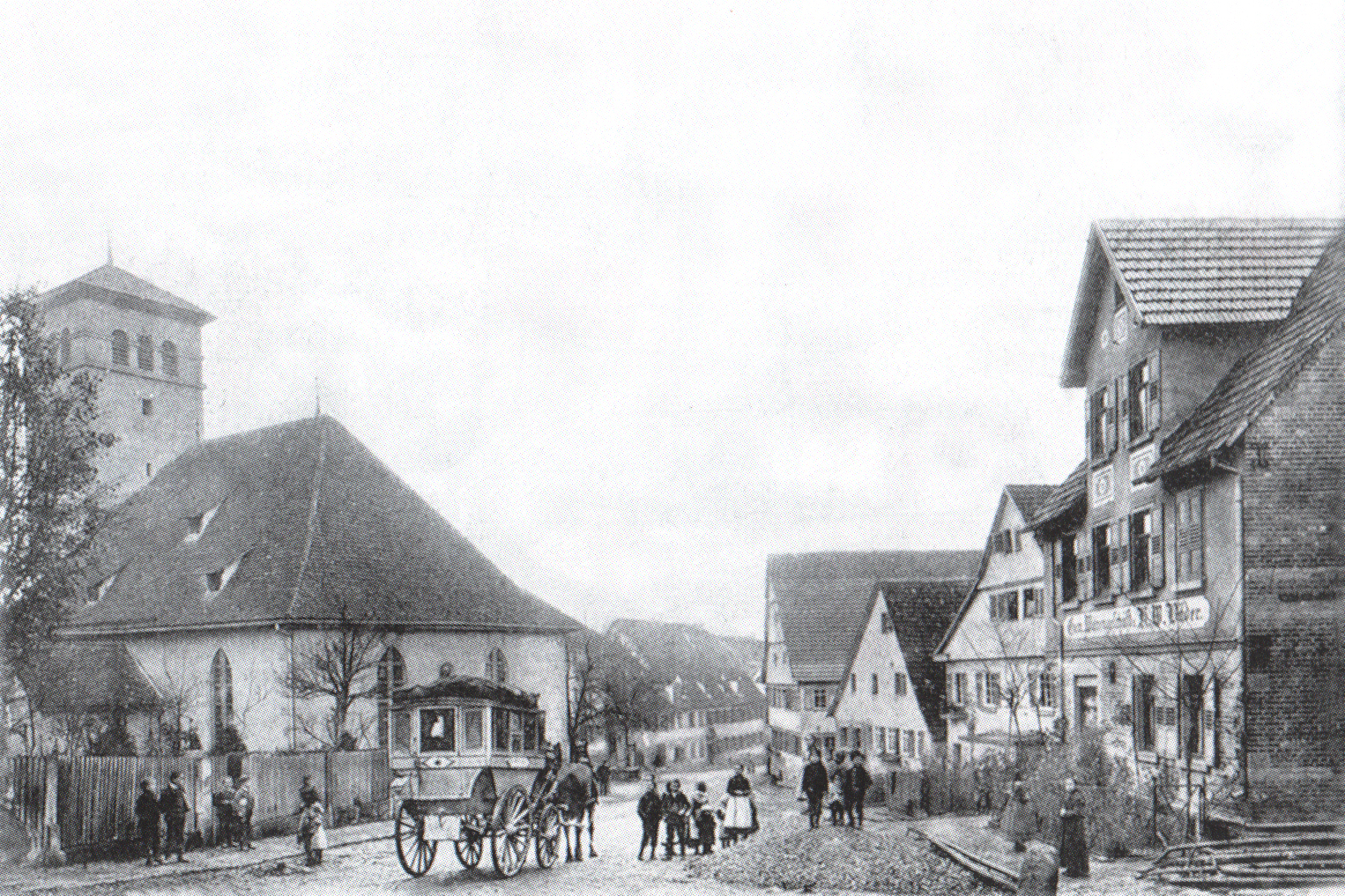
Kirche um 1900
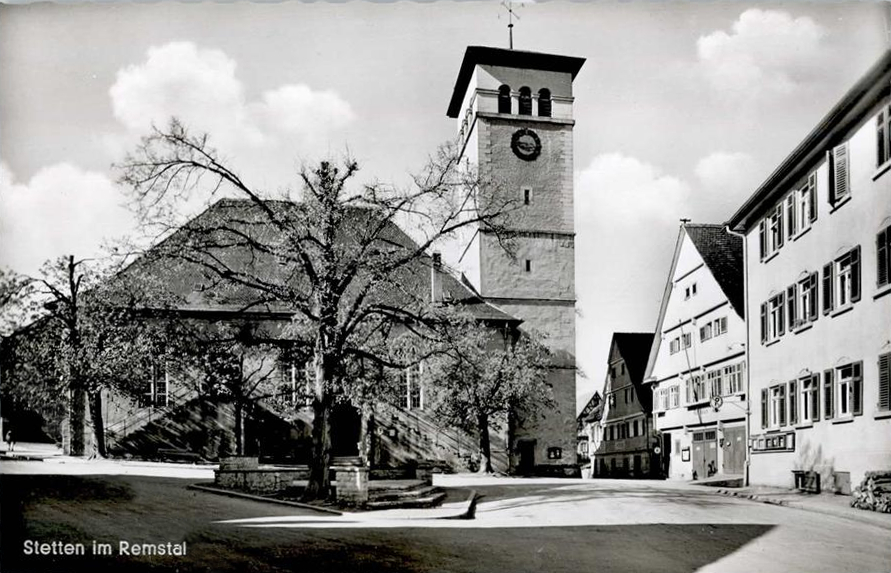
Kirche in den 1930ern
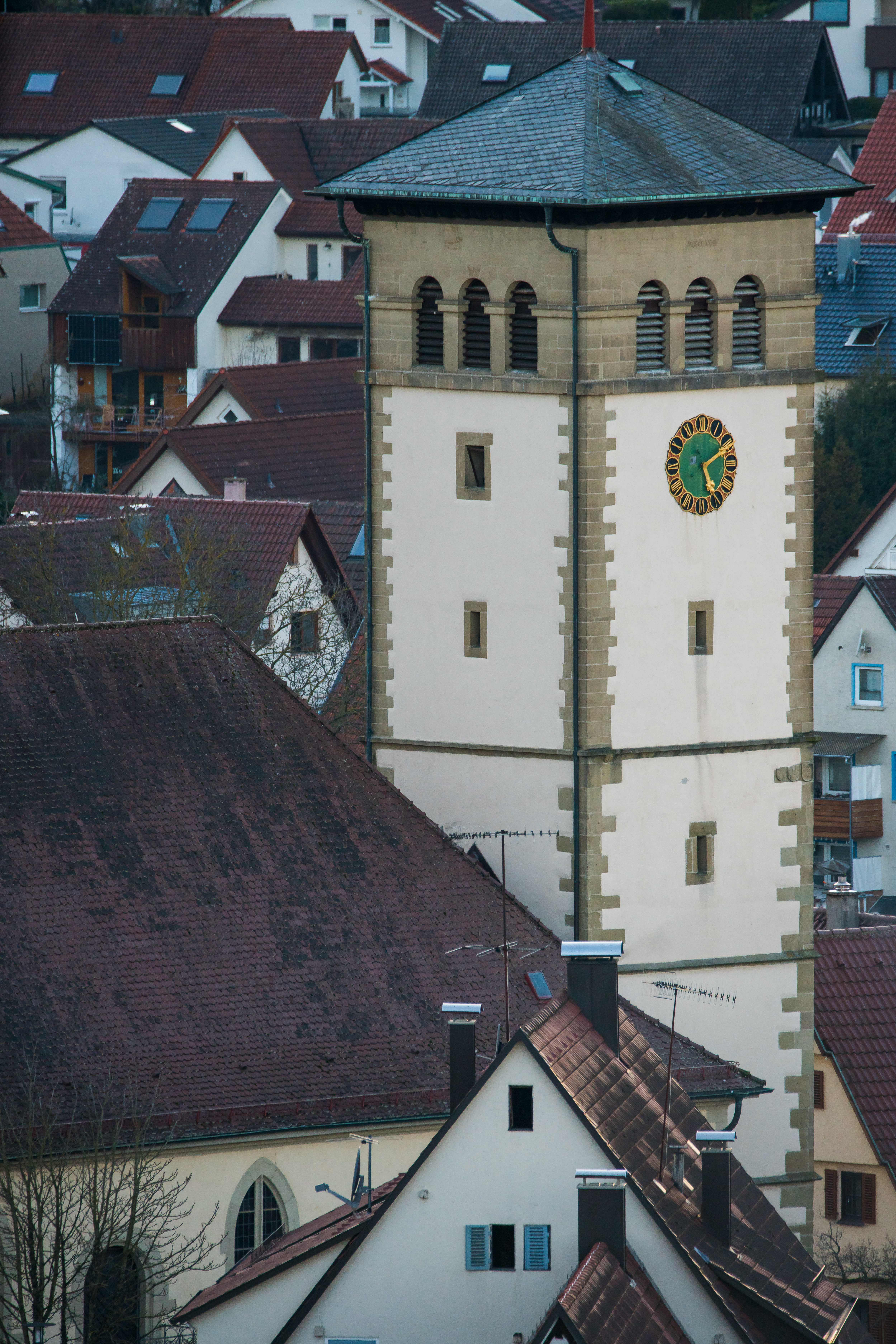
Kirchturm
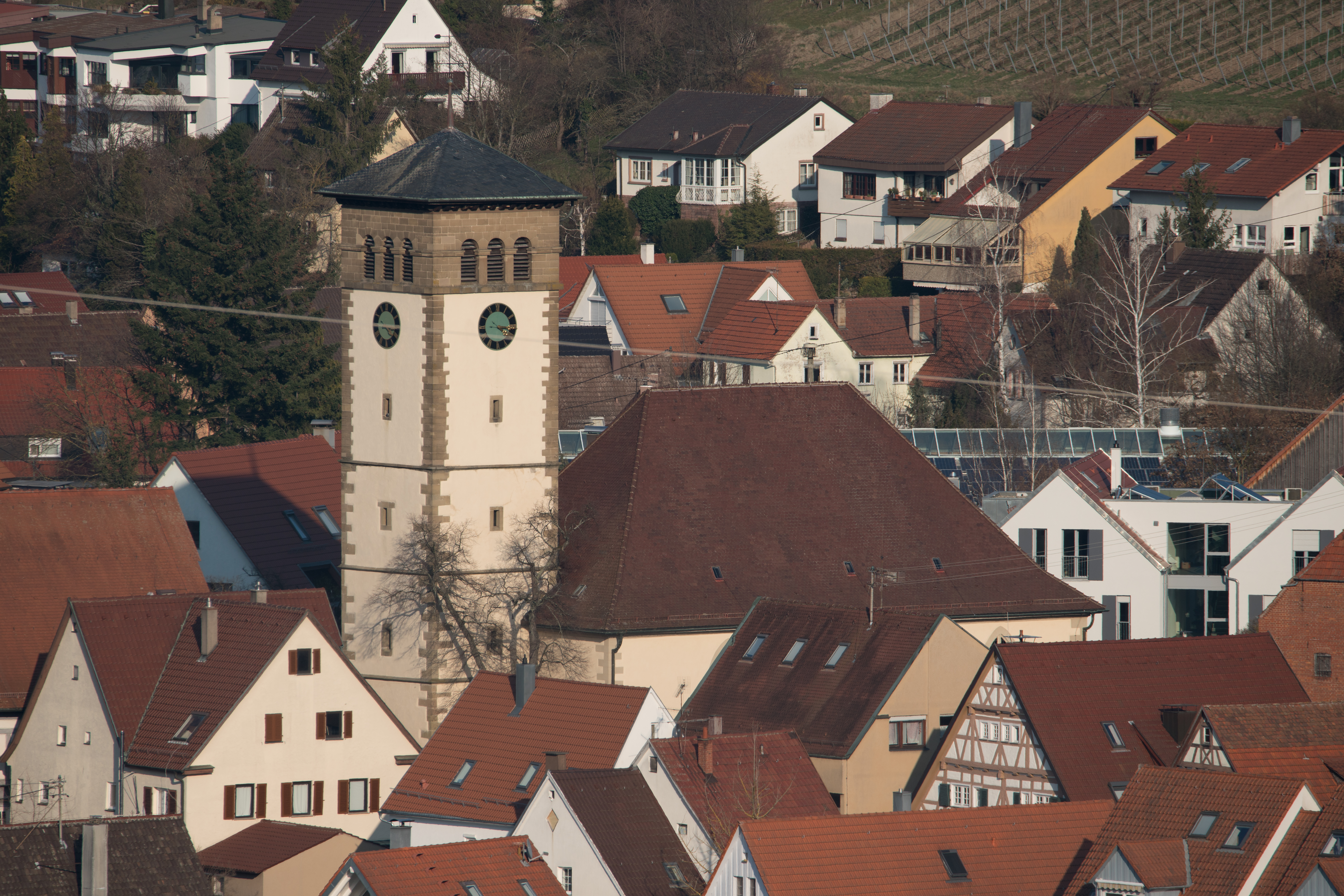
Kirche von den Weinbergen aus gesehen
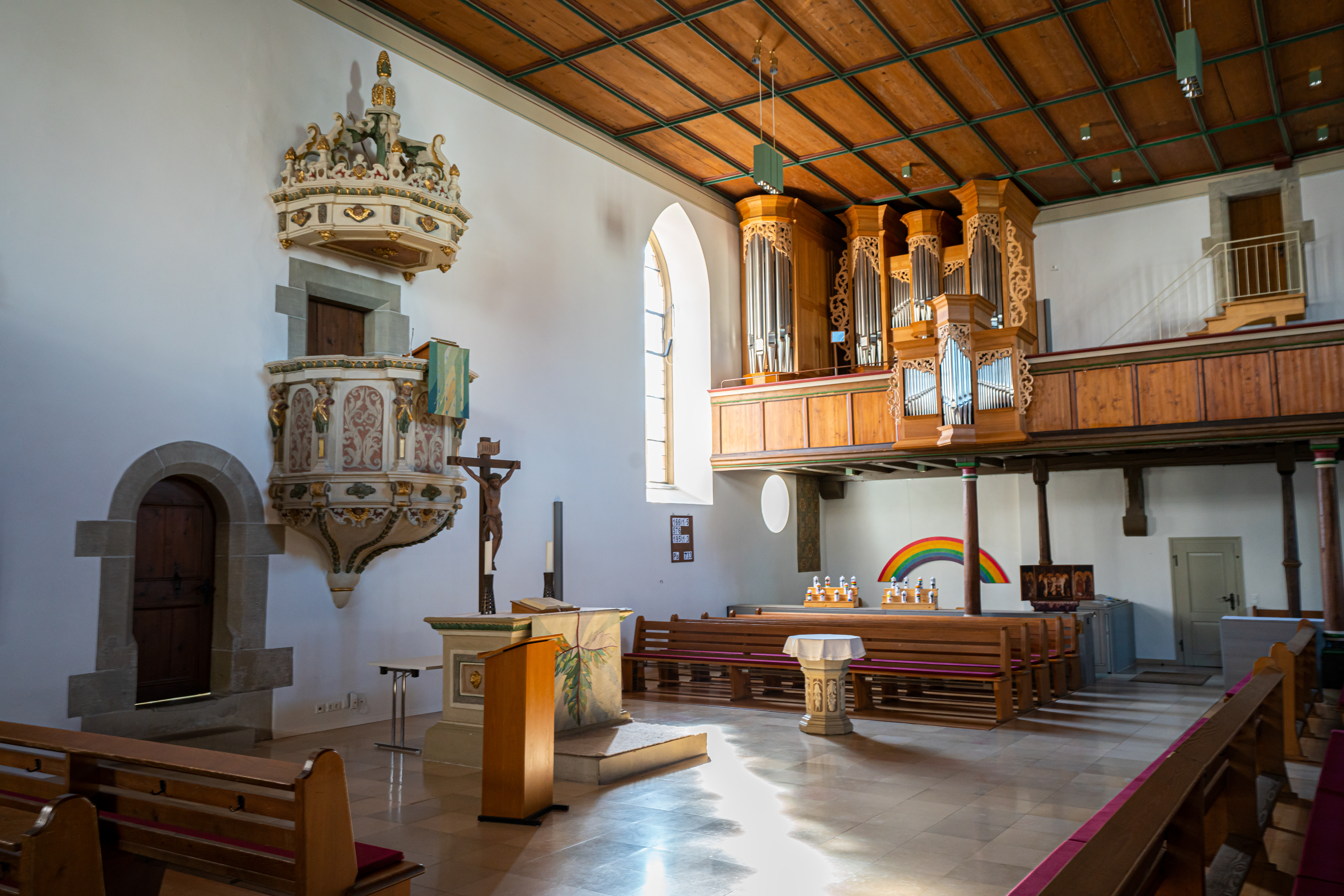
Innenansicht in Richtung West
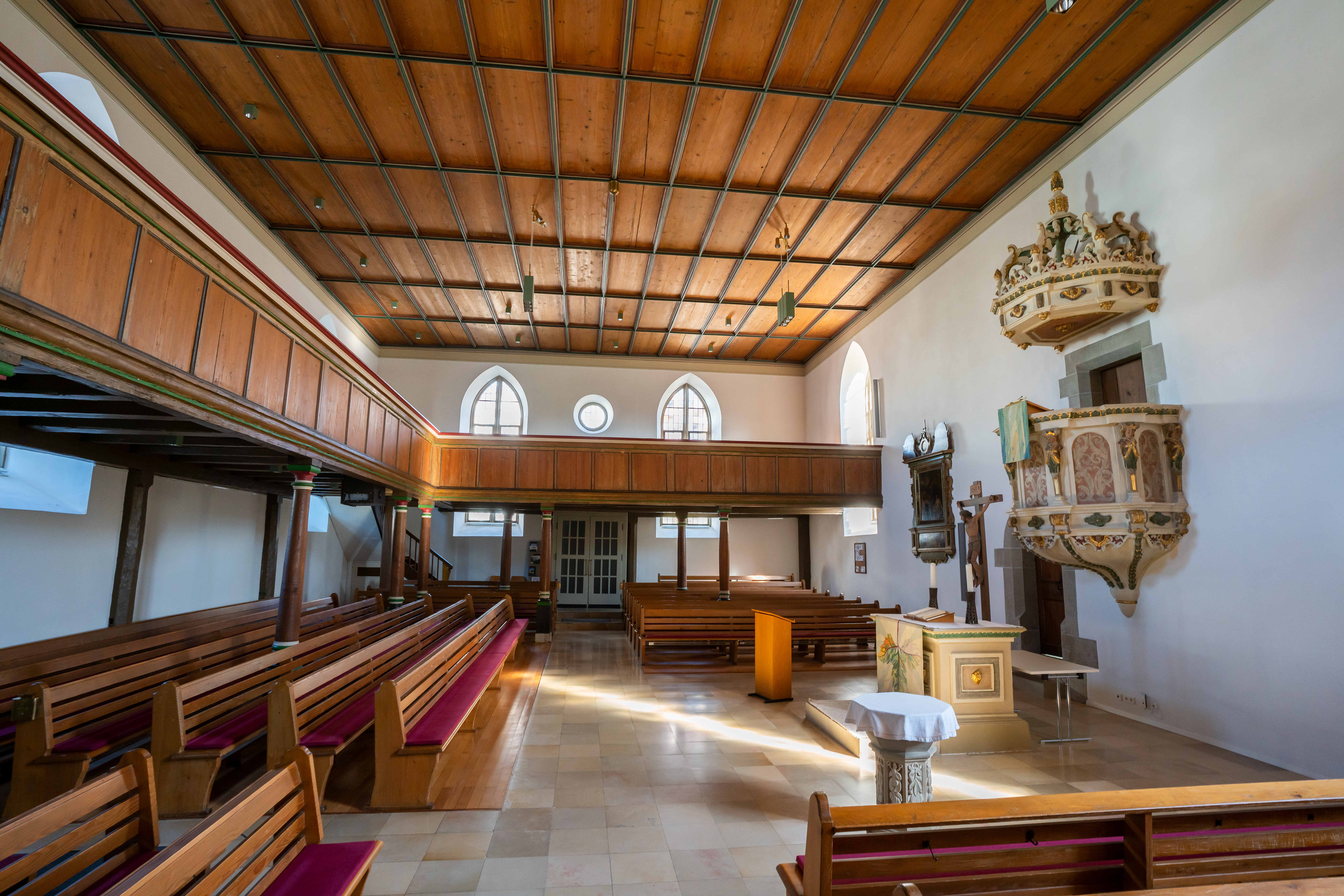
Innenansicht in Richtung Süd-Ost
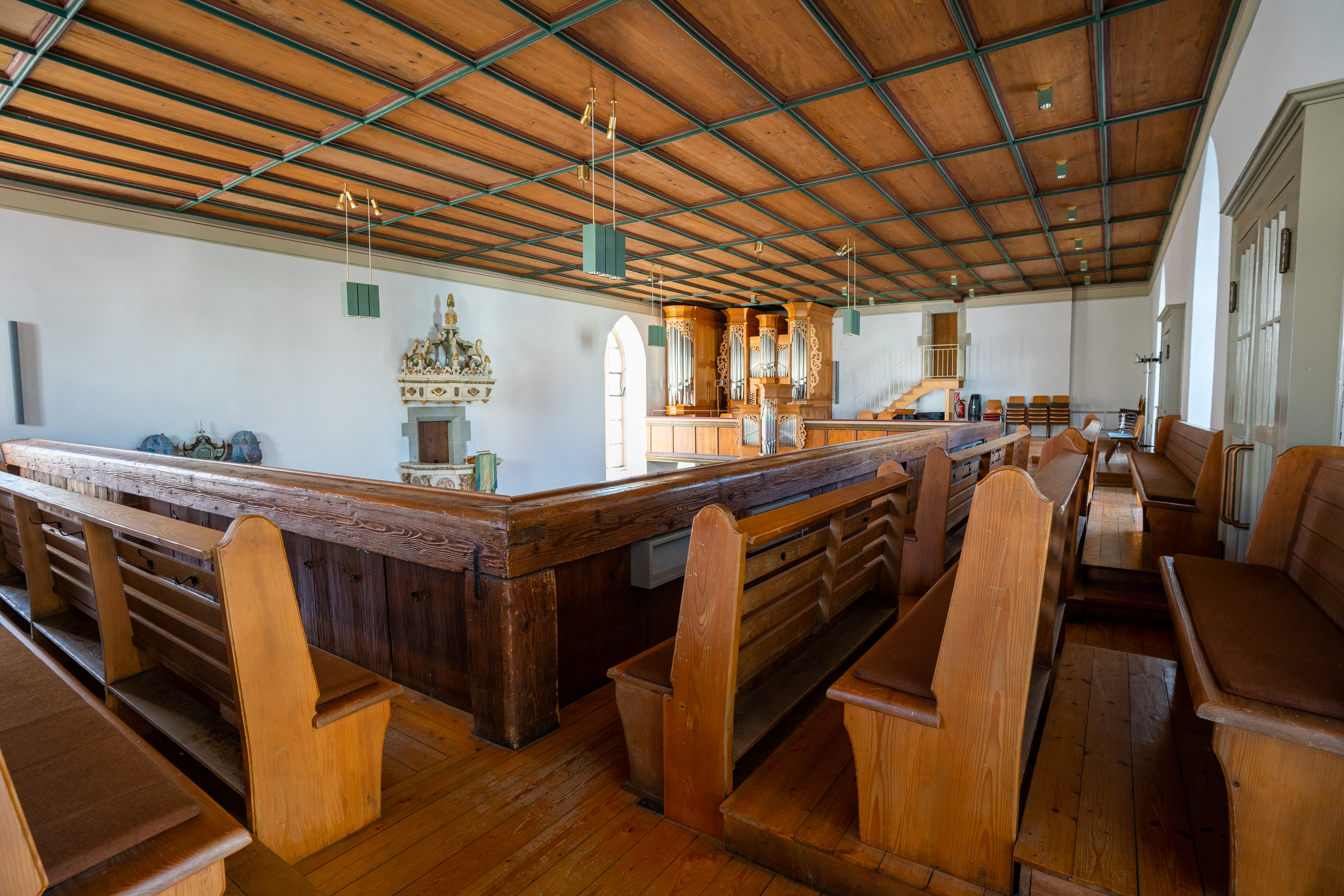
Innenansicht oben